# Liste der Kulturdenkmale in Wurzbach
Die Liste der Kulturdenkmale in Wurzbach umfasst die als Einzeldenkmale, Bodendenkmale und Denkmalensembles erfassten Kulturdenkmale auf dem Gebiet der Stadt Wurzbach im thüringischen Saale-Orla-Kreis (Stand: August 2022). Die Angaben in der Liste ersetzen nicht die rechtsverbindliche Auskunft der zuständigen Denkmalschutzbehörde.

## Legende
- Bild: zeigt ein Bild des Kulturdenkmals und gegebenenfalls einen Link zu weiteren Fotos des Kulturdenkmals im Medienarchiv Wikimedia Commons
- Bezeichnung: Name, Bezeichnung oder die Art des Kulturdenkmals
- Lage: Wenn vorhanden Straßenname und Hausnummer des Kulturdenkmals; Grundsortierung der Liste erfolgt nach dieser Adresse. Der Link Karte führt zu verschiedenen Kartendarstellungen und nennt die Koordinaten des Kulturdenkmals.
 Kartenansicht, um Koordinaten zu setzen – in dieser Kartenansicht sind Kulturdenkmale ohne Koordinaten mit einem roten bzw. orangen Marker dargestellt und können in der Karte gesetzt werden. Kulturdenkmale ohne Bild sind mit einem blauen bzw. roten Marker gekennzeichnet, Kulturdenkmale mit Bild mit einem grünen bzw. orangen Marker.
- Datierung: gibt das Jahr der Fertigstellung beziehungsweise das Datum der Erstnennung oder den Zeitraum der Errichtung an
- Beschreibung: bauliche und geschichtliche Einzelheiten des Kulturdenkmals, vorzugsweise die Denkmaleigenschaften
- ID: Die ID identifiziert das Kulturdenkmal eindeutig. In Thüringen sind aktuell keine IDs veröffentlicht. In der ID-Spalte kann sich auch folgendes Icon  befinden, dies führt zu Angaben zu diesem Kulturdenkmal bei Wikidata.

## Kulturdenkmale nach Ortsteilen

### Grumbach
| Bild                                    | Bezeichnung                                                    | Lage      | Datierung | Beschreibung | ID |
| --------------------------------------- | -------------------------------------------------------------- | --------- | --------- | ------------ | -- |
| Direkt Bild zu diesem Denkmal hochladen | Plänckner’scher Rennsteig (von Hörschel-Blankenstein 168.3 km) | Rennsteig |           |              |    |

### Heberndorf
| Bild                           | Bezeichnung                         | Lage                   | Datierung      | Beschreibung | ID |
| ------------------------------ | ----------------------------------- | ---------------------- | -------------- | ------------ | -- |
| weitere Bilder Fotos hochladen | Kirche mit Ausstattung und Kirchhof | Heberndorf 11a (Karte) |                |              |    |
| BW                             | Pfarrhaus                           | Heberndorf 11 (Karte)  | Anfang 20. Jh. |              |    |

### Heinersdorf
| Bild                                    | Bezeichnung                            | Lage                          | Datierung | Beschreibung | ID |
| --------------------------------------- | -------------------------------------- | ----------------------------- | --------- | ------------ | -- |
| weitere Bilder Fotos hochladen          | Kirche mit Ausstattung                 | Heinersdorf (Karte)           |           |              |    |
| BW                                      | ehemaliges Pfarrhaus                   | Heinersdorf 48 (Karte)        | 1693      |              |    |
| Direkt Bild zu diesem Denkmal hochladen | Abschnittswall und -graben, Wallanlage | Koordinaten fehlen! Hilf mit. |           | Bodendenkmal |    |

### Oßla
| Bild                           | Bezeichnung              | Lage                  | Datierung | Beschreibung | ID |
| ------------------------------ | ------------------------ | --------------------- | --------- | ------------ | -- |
| weitere Bilder Fotos hochladen | Kirche mit Ausstattung   | Ortsstraße (Karte)    |           |              |    |
| BW                             | Wohnhaus mit Bohlenstube | Ortsstraße 51 (Karte) |           |              |    |
| weitere Bilder Fotos hochladen | Steinkreuz               | (Karte)               |           | Bodendenkmal |    |

### Titschendorf
| Bild                                    | Bezeichnung                                                    | Lage                         | Datierung | Beschreibung | ID |
| --------------------------------------- | -------------------------------------------------------------- | ---------------------------- | --------- | ------------ | -- |
| Direkt Bild zu diesem Denkmal hochladen | „Alte Heer- und Handelsstraße“ Nürnberg–Leipzig                | Rodacherbrunn, Handelsstraße |           |              |    |
| Direkt Bild zu diesem Denkmal hochladen | Plänckner’scher Rennsteig (von Hörschel-Blankenstein 168,3 km) | Rodacherbrunn, Rennsteig     |           |              |    |
| Direkt Bild zu diesem Denkmal hochladen | Rodachquelle                                                   | Rodacherbrunn                |           |              |    |
| Direkt Bild zu diesem Denkmal hochladen | Dorfbackofen                                                   | Titschendorf                 |           |              |    |
| weitere Bilder Fotos hochladen          | Kirche mit Ausstattung                                         | Titschendorf (Karte)         |           |              |    |

### Weitisberga
| Bild                           | Bezeichnung            | Lage               | Datierung | Beschreibung | ID |
| ------------------------------ | ---------------------- | ------------------ | --------- | ------------ | -- |
| weitere Bilder Fotos hochladen | Kirche mit Ausstattung | Ortsstraße (Karte) |           |              |    |

### Wurzbach
| Bild                           | Bezeichnung                                                         | Lage                                         | Datierung       | Beschreibung                                                            | ID |
| ------------------------------ | ------------------------------------------------------------------- | -------------------------------------------- | --------------- | ----------------------------------------------------------------------- | -- |
| BW                             | Denkmalensemble „Siedlungskern Waldhufendorf“                       | Kirchberg/An der Kirche (Karte)              |                 | An der Kirche 5, 7, 9, 11, 13, 15, 17, 19, 21 / Kirchberg 4–13 / Kirche |    |
| BW                             | Wohnhaus mit Schmiede und Nebengebäuden                             | Heberndorfer Straße 2 (Karte)                |                 |                                                                         |    |
| BW                             | Pfarrhof (ehemalige kirchliche Amtsgebäude), Wohn- und Gemeindehaus | Heberndorfer Straße 12 (Karte)               |                 |                                                                         |    |
| weitere Bilder Fotos hochladen | Kirche                                                              | Kirchberg (Karte)                            | 18. August 1757 | auch Bestandteil des Denkmalensembles „Siedlungskern Waldhufendorf“     |    |
| weitere Bilder Fotos hochladen | Gasthof „Zum goldenen Kranich“                                      | Lehestener Straße 9 (Karte)                  |                 |                                                                         |    |
| BW                             | Villa mit Grundstück                                                | Lehestener Straße 66 (Karte)                 |                 |                                                                         |    |
| BW                             | ehemalige Villa Walther mit Grundstück                              | Leutenberger Straße 5 (Karte)                |                 |                                                                         |    |
| BW                             | Technisches Schaudenkmal „Gießerei Heinrichshütte“                  | Leutenberger Straße 44 (Karte)               |                 |                                                                         |    |
| BW                             | Friedhofskapelle                                                    | Lobensteiner Straße (Karte)                  |                 |                                                                         |    |
| Fotos hochladen                | Schulzenhaus (Fachwerkhaus)                                         | Markt 2 (Karte)                              |                 |                                                                         |    |
| BW                             | ehemaliges Katenhaus – Wohnhaus                                     | Mühlenweg 8 (Karte)                          |                 |                                                                         |    |
| Fotos hochladen                | Alte Schule                                                         | Schulweg 3 (Karte)                           |                 |                                                                         |    |
| BW                             | Bärenthal-Viadukt der Bahnstrecke Hockeroda–Unterlemnitz            | zwischen Zschachenmühle und Wurzbach (Karte) |                 |                                                                         |    |